# Kaplica Matki Bożej Bolesnej w Świdniku
Kaplica Matki Bożej Bolesnej w Świdniku – murowana świątynia rzymskokatolicka w miejscowości Świdnik w powiecie limanowskim, administrowana przez parafię św. Andrzeja Apostoła w Łukowicy.
Kamień węgielny pod budowę kaplicy w Świdniku poświęcił 22 czerwca 1983 papież Jan Paweł II.
W ołtarzu głównym znajduje się duży krzyż z figurą Jezusa Ukrzyżowanego. Poniżej zawieszono obraz Matki Bożej Bolesnej oraz wizerunek Jezusa Miłosiernego.